# Parc naturel de Przemęt
Le parc naturel de Przemęt (en polonais : Przemęcki Park Krajobrazowy) , est un parc naturel de Pologne, couvrant 21 450 hectares, qui a été créé en 1991.
Le parc s'étend sur deux voïvodies : la voïvodie de Lubusz et celle de Grande-Pologne. Il comprend 4 réserves naturelles.
Le parc protège surtout de nombreux lacs qui appartiennent à la région des lacs de Leszno (Pojezierze Leszczyńskie), ainsi que les forêts. Il recense 182 espèces d'animaux et 760 plantes.

## Galerie d'images

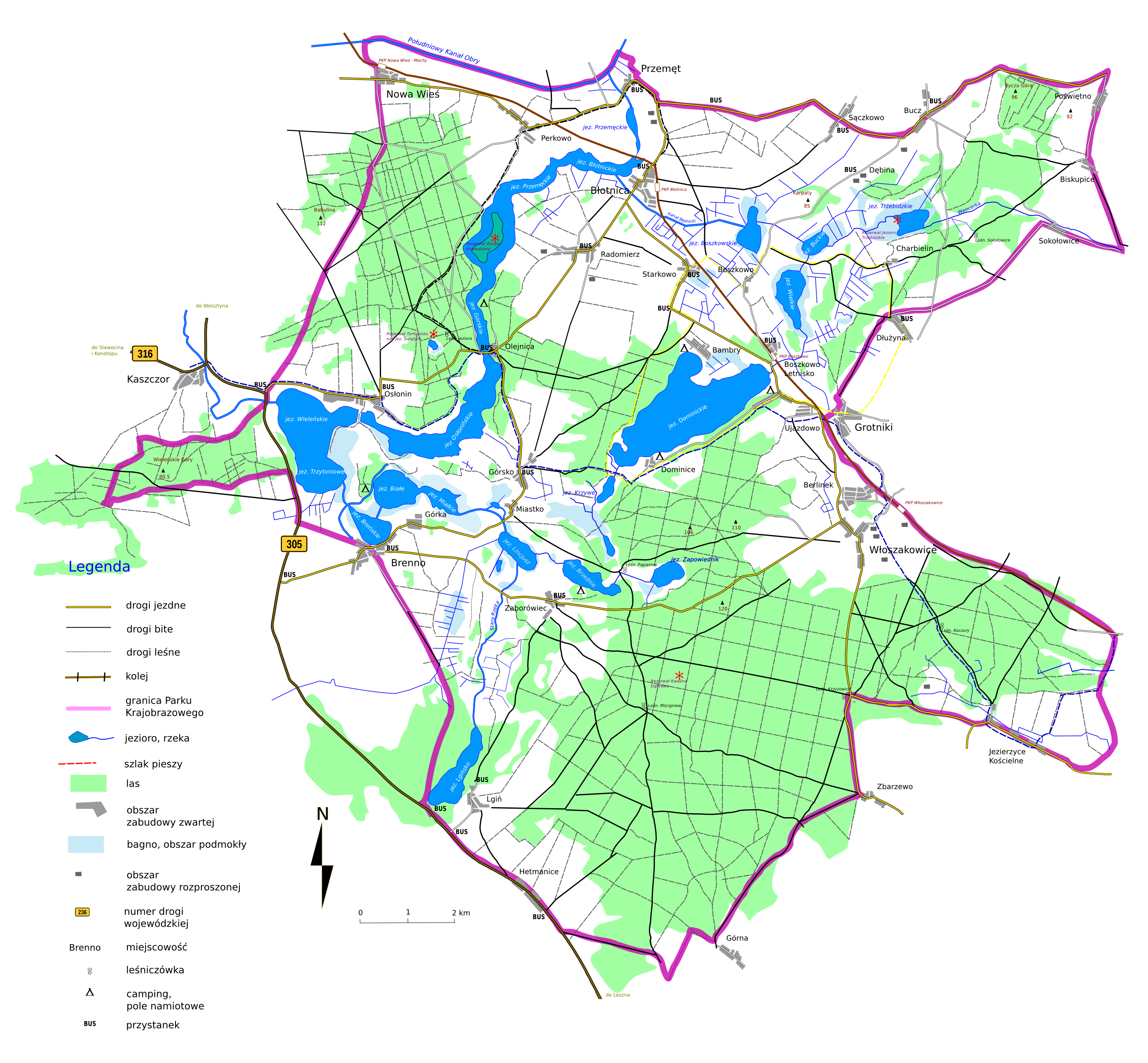
Carte du parc.
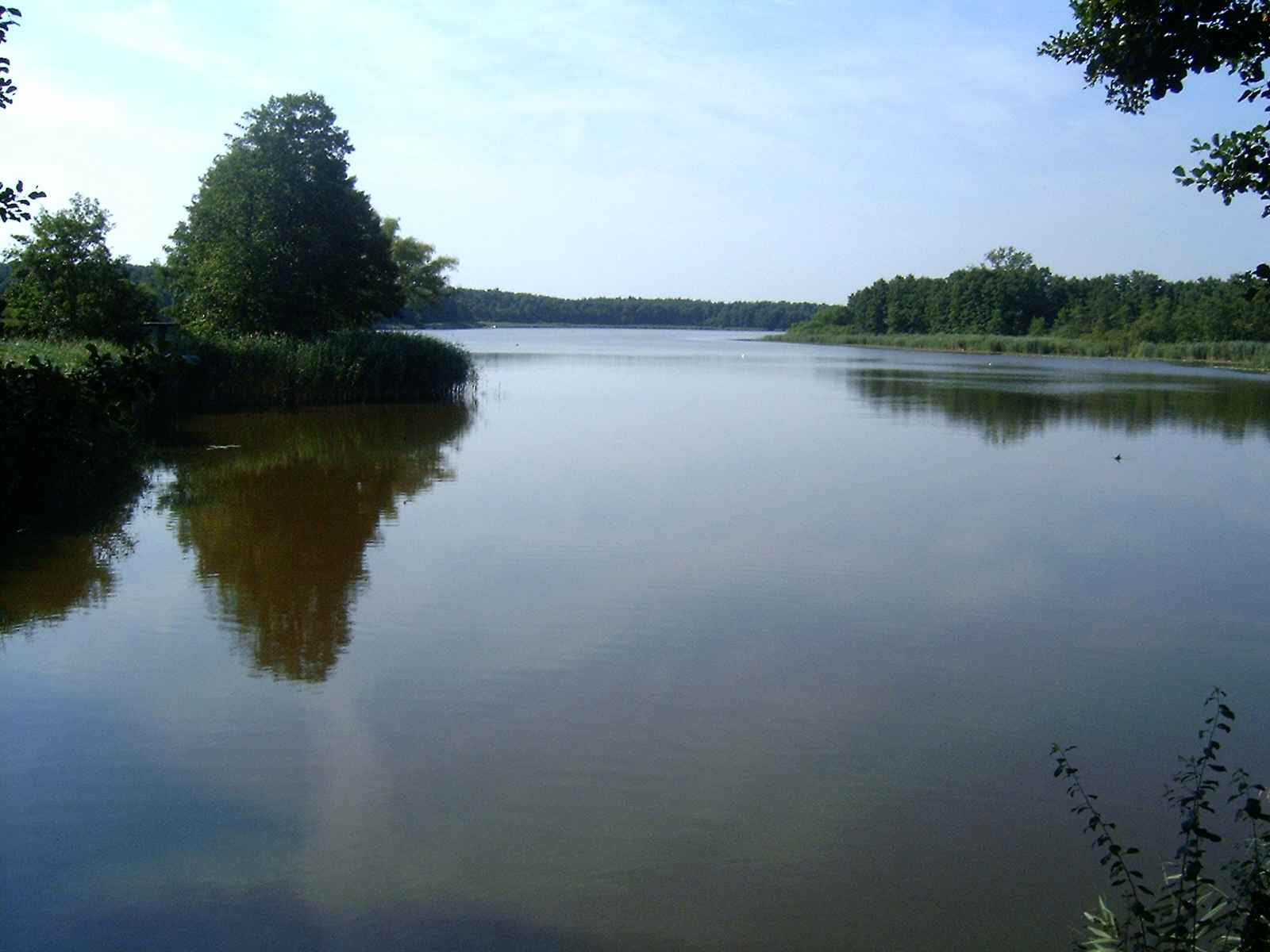
Le lac d'Olejnica.
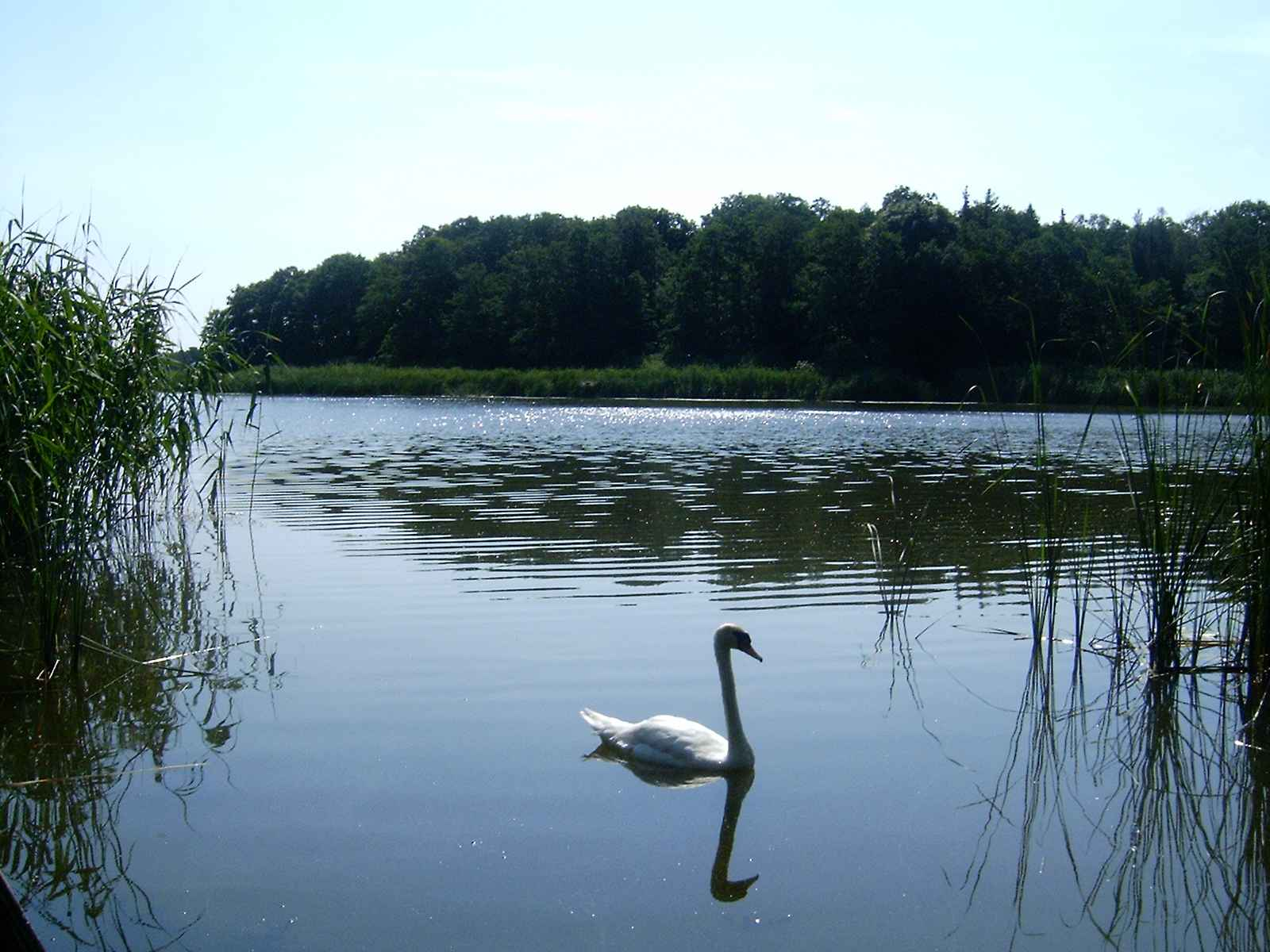
L'île Konwaliowa, sur le lac d'Olejnica.
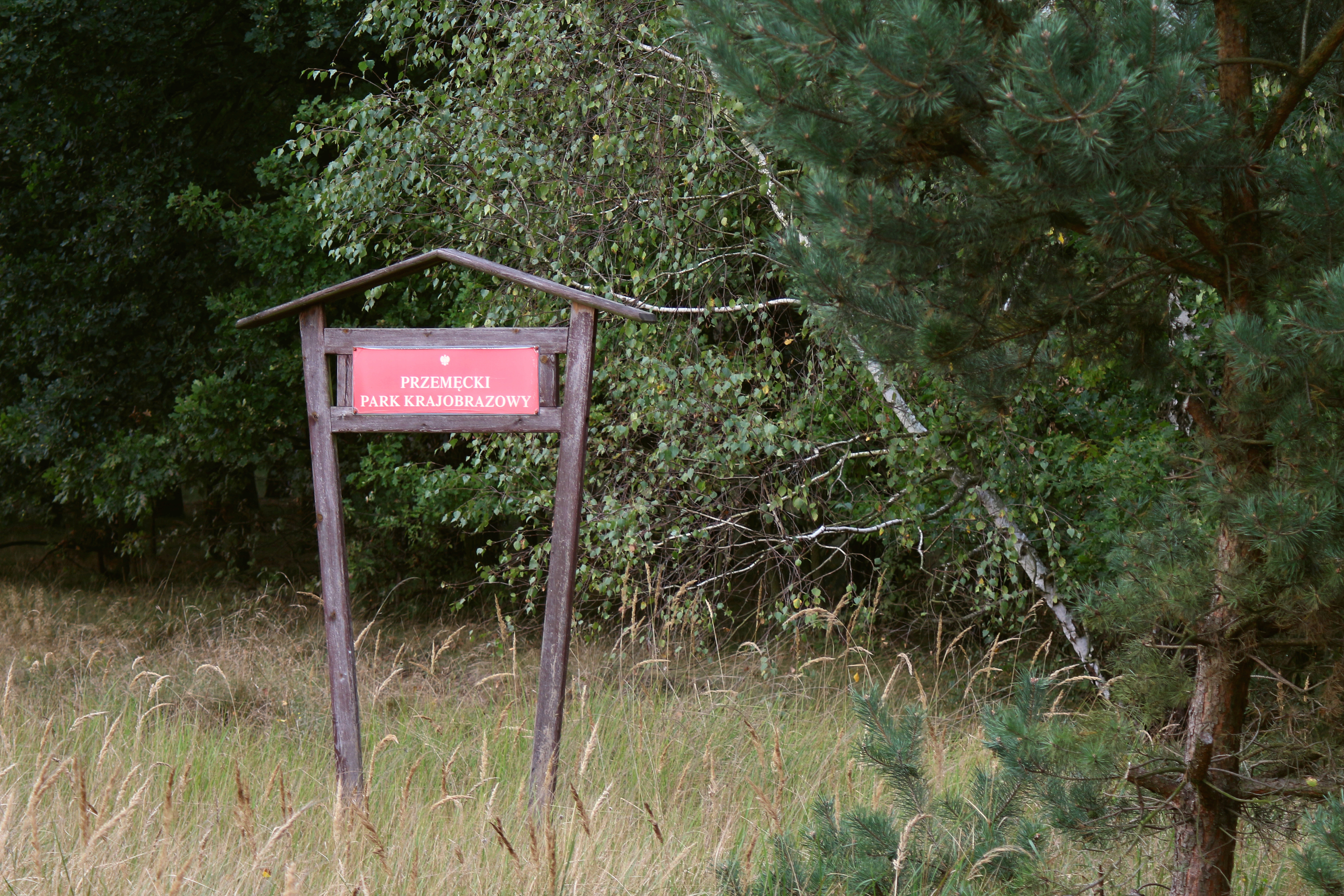
Panneau d'entrée dans le parc.
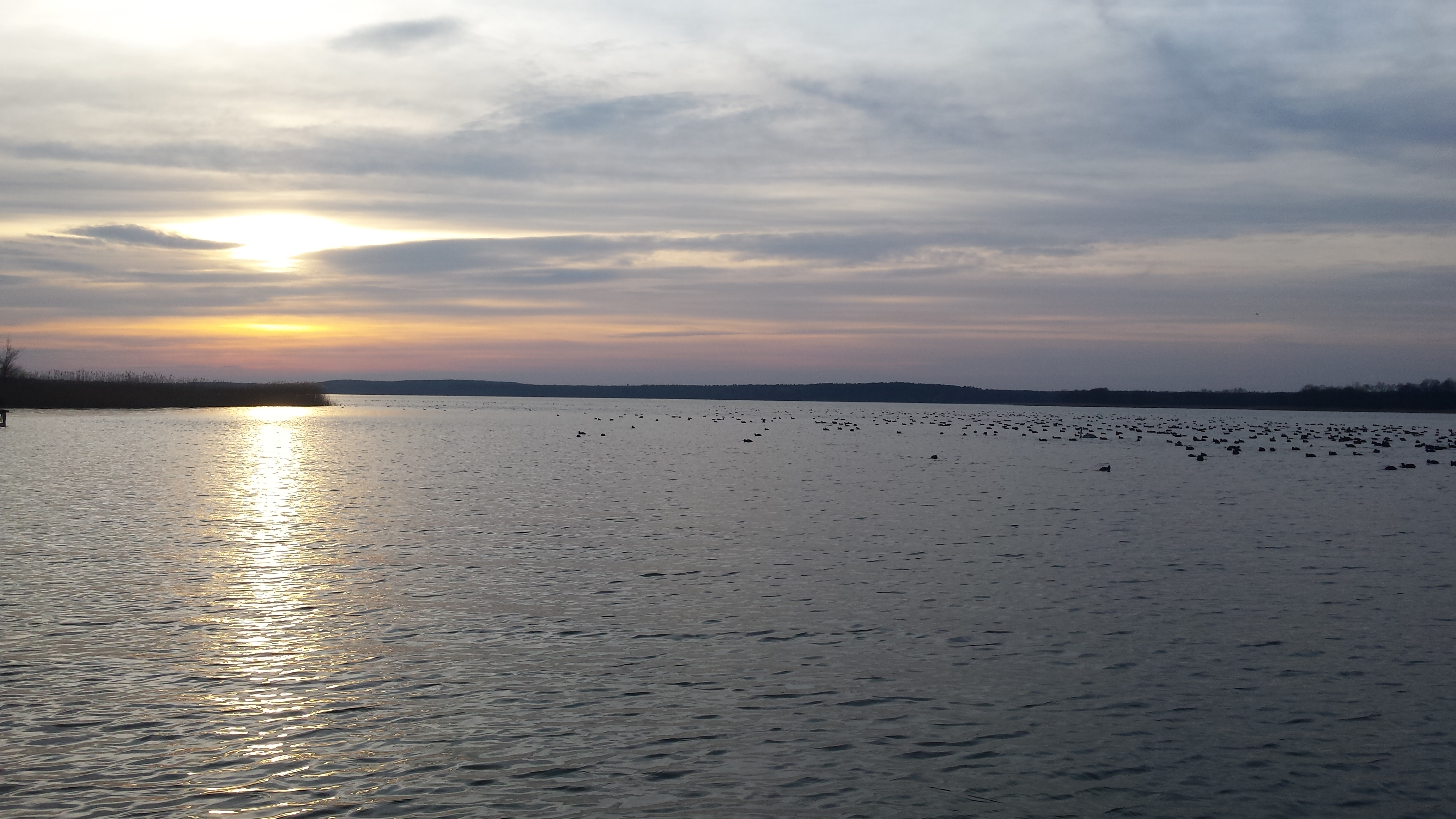
Le lac de Dominice.